# Шерстистая мышь
«Шерстистая мышь» (англ. woolly mouse) — разновидность генетически модифицированных лабораторных мышей. Компания Colossal Biosciences представила животных в 2025 году. Они созданы в рамках программы по возрождению шерстистого мамонта и обладают чертами, схожими с мамонтами, включая шерстяной покров и другие генетические модификации, направленные на высокую устойчивость к холоду.
По состоянию на март 2025 года мышам было по несколько месяцев и исследования продолжались. «Шерстистая мышь» вызвала неоднозначную реакцию со стороны учёных.

## История
Американская биотехнологическая компания Colossal Biosciences начала работы по шерстистым мышам в рамках своей более широкой программы по восстановлению популяции шерстистых мамонтов. Colossal Biosciences занималась генной инженерией азиатских слонов путём внедрения мамонтоподобных черт, которые позволили бы полученному виду выживать в холодных условиях. В качестве модели использовали домовую мышь.
Об исследовании было объявлено в марте 2025 года, работники компании выпустили предварительную публикацию о его результатах. Компания также рассказала о планах произвести первого генетически модифицированного слонёнка с характеристиками мамонта к концу 2028 года.

## Разработка
Для создания шерстистой мыши исследовательская группа использовала методы редактирования генома, включая прямую генетическую модификацию оплодотворённой яйцеклетки мыши и модификацию эмбриональных стволовых клеток мыши, которые затем вводили в эмбрионы мыши. За этим последовала имплантация модифицированных эмбрионов суррогатным мышам. Работники компании не пересаживали гены мамонта, а искали мышиные версии тех же самых генов. Затем они модифицировали генетику мышей таким образом, чтобы шерсть была похожей на мамонтовую.
Учёные исследовали девять конкретных генов, связанных с характеристиками волос (цвет, текстура, длина, рисунок и развитие фолликулов). Семь генов были выбраны на основе имеющихся знаний об их влиянии на шерсть мышей, а модификации были направлены на создание черт, которые напоминали бы черты мамонта, например, золотистый мех. К ним относятся FGF5 (фактор 5 роста фибробластов), который участвует в цикле роста волос, и MC1R (рецептор меланокортина 1), участвующий в регуляции выработки меланина. Два из целевых генов имели прямые аналоги у мамонта, которые, как полагают, отвечают за шерстяной покров этого вида. Кроме того, группа учёных модифицировала ген, связанный с метаболизмом липидов у мышей, который также существовал у мамонтов, выдвинув гипотезу, что эта модификация может усилить адаптацию к холоду.
В ходе пяти раундов экспериментов произвели около 250 эмбрионов. Из них менее половины развились в более крупные эмбрионы из 200—300 клеток, Затем их имплантировали в матку примерно дюжины самок; всего родилось 38 мышат. Эффективность генетического редактирования различалась у разных особей, при этом у части особей результативность генетических модификаций была 100 %. У мышей с изменённым геном жирового обмена и мышей без этой модификации не наблюдалось существенной разницы в средней массе тела. На момент объявления группа ещё не провела поведенческие тесты для оценки переносимости холода у модифицированных мышей, хотя они заявили о планах сделать их в ближайшие месяцы.

## Оценки
Научный отклик на проект был в целом неоднозначным. Робин Ловелл-Бэдж, руководитель направлений генетики развития и биологии стволовых клеток Института Фрэнсиса Крика, счёл, что в проекте достигнуты технические достижения в области генетической модификации. Однако он подчеркнул несколько ограничений. Ловелл-Бэдж отметил, что исследование не прояснило механизмы, с помощью которых генетические изменения способствовали появлению различных типов волос, а также не доказало, что модифицированные мыши обладают повышенной стойкостью к холоду. Кроме того, не была учтена более высокая сложность при попытках воссоздания вымерших мамонтов. Он задался вопросом, не целесообразнее ли было бы направить финансовые ресурсы, предназначенные для восстановления исчезнувших видов, на защиту тех видов, которые сейчас находятся под угрозой исчезновения.
Палеонтолог из Шеффилдского университета доктор Тори Херридж подчеркнула, что создание шерстистого слона, похожего на мамонта, представляет собой значительно более сложную задачу по сравнению с созданием мышей. Так, слоны имеют гораздо большее количество генов, вовлечённых в фенотип, и менее изученные генетические механизмы. Также возможны потенциальные сложности из-за использования необычного экспериментального животного в качестве суррогата.
Стефан Ризенберг, генный инженер из Института эволюционной антропологии Макса Планка, сказал, что это не создание мамонта или «мамонтовой мыши», а «просто мыши, у которой есть некоторые особые гены».
Альфред Рока, популяционный генетик из Иллинойсского университета в Урбане-Шампейне, считает, что получилась хорошая визуализация. По его мнению, изменения биологии мышей подтверждают принцип, что эксперименты можно рассматривать как шаг к созданию слонов с чертами мамонтов.